# Lepadella abbei
Lepadella abbei är en hjuldjursart som beskrevs av Wulfert 1956. Lepadella abbei ingår i släktet Lepadella och familjen Lepadellidae. Inga underarter finns listade i Catalogue of Life.